# Heliotroop (mineraal)
Heliotroop is een mineraal en een variëteit van kwarts, meer nader bepaald een variant van chalcedoon. Heliotroop is een tweekleurig nesosilicaat. De basiskleur is donkergroen, met daarop rode punten. De naam heliotroop is afgeleid van het Griekse helios, dat zon betekent en trepein, "draaien".

## Voorkomen
De klassieke bron van heliotroop is het schiereiland Kathiawar in het noordwesten van India. Tegenwoordig wordt het ook in Brazilië en Australië gewonnen.